# Blue Angel 69
Blue Angel 69 è un videogioco rompicapo pubblicato nel 1989 per Amiga, Atari ST, Commodore 64 e MS-DOS dalla Magic Bytes. Consiste nella cancellazione strategica di tessere numerate per accumulare più punti dell'avversario; la meccanica è un rifacimento di Maxit, un gioco per Commodore PET del 1978. Graficamente Blue Angel 69 è caratterizzato da immagini erotiche di donne-robot, simili a vere donne nude o seminude, a parte la pelle metallizzata e una specie di elmo in testa.
Conversioni non ufficiali e non commerciali sono state realizzate per Commodore 16 nel 1991 e per Amstrad CPC nel 2010.
Fu seguito, solo per Amiga e MS-DOS, da Sexy Droids (1992), Penthouse Hot Numbers (1993) e Penthouse Hot Numbers Deluxe (1994), gli ultimi due con foto digitalizzate di vere modelle di Penthouse.

## Modalità di gioco
Due contendenti, controllabili da giocatori umani o dal computer a tre diverse difficoltà, si sfidano con l'obiettivo di accumulare il maggior numero di punti. L'arena di gioco è un tabellone di 8x8 tessere numerate disposte casualmente, che possono essere di due colori: un colore rappresenta punteggi positivi, che vanno da 1 a 11, e l'altro punteggi negativi, che vanno da 1 a 10.
Sotto la griglia di tessere è nascosta un'immagine provocante di una donna-robot seminuda, che viene parzialmente rivelata man mano che si eliminano le tessere, e in caso di vittoria contro il computer viene infine mostrata nella sua interezza.
Si controlla a turno un cursore che si sposta tra le tessere, iniziando la partita da un punto a caso. Al proprio turno ogni contendente può spostare il cursore su una tessera per selezionarla, eliminandola e vincendo il suo valore di punteggio, positivo o negativo. Un contendente però può spostare il cursore solo in orizzontale, e l'altro solo in verticale. Quindi, dopo aver scelto una tessera, l'avversario dovrà sceglierne un'altra sulla stessa riga o colonna (a seconda se è il primo o secondo giocatore); la partita termina quando si rimane su una riga o colonna vuota.
È possibile giocare in modalità "nascondi", nella quale sono visibili soltanto i numeri nella riga o colonna attualmente selezionabile, mentre del resto delle tessere è visibile soltanto il colore.
Un'altra modalità è la partita a tempo, dove per ogni mossa si ha durata massima in secondi prestabilita, esaurita la quale viene selezionata in automatico la tessera peggiore.
Giocando contro il computer ci sono dieci livelli, con la difficoltà che viene periodicamente aumentata rispetto a quella selezionata all'inizio. Ogni livello ha una diversa immagine della donna-robot, che tende a essere sempre più provocante.
Le versioni Amiga e Atari ST hanno qualche frase in sintesi vocale femminile che annuncia di chi è il turno.

## Accoglienza
A suo tempo la critica europea giudicò Blue Angel 69 nella media. Tra le testate più entusiaste ci furono Aktueller Software Markt che lo considerò un hit in tutte le sue quattro versioni, Amiga Joker con un voto complessivo del 78% e Commodore Force con un 83% (edizione Commodore 64 qualche anno dopo). Molte altre riviste lo giudicarono attorno alla sufficienza, oppure lo apprezzarono moderatamente con giudizi attorno al 7/10. Sebbene il lato strategico risultasse semplice ma interessante e la grafica discreta, il difetto spesso riscontrato era la ripetitività che dava poco interesse a lungo termine.
L'originale Maxit era un gioco già in gran parte dimenticato e la stampa non notò quasi mai che Blue Angel 69 fosse un rifacimento delle sue meccaniche di gioco, anzi alcune recensioni ne apprezzarono l'originalità; delle fonti consultate, solo Your Commodore lo riconobbe come imitazione, ma di un non meglio identificato Concentration per Macintosh, che tra l'altro secondo la rivista ha un'intelligenza artificale decisamente migliore.